# Whitehorse (band)
Whitehorse is een Canadees singer-songwriterduo bestaande uit zanger Luke Doucet en zangeres Melissa McClelland. Beiden hadden al een solocarrière, maar toen ze een relatie kregen en in 2006 met elkaar trouwden besloten ze ook muzikaal de krachten te bundelen.
Live maken ze vaak gebruik van samples en loops en bespelen ze vaak meerde instrumenten tegelijk, waaronder gitaar, basgitaar en synthesizer. Een losse basdrum en een houten plaat die met harde schoenzolen wordt bespeeld door er op te stampen vormen daarbij de percussie. Hun muziekstijl valt te omschrijven als licht experimentele americana, waarbij rock-'n-roll invloeden met Amerikaanse folk en indiepop wordt vermengd. Inmiddels zijn er twee albums uitgekomen bij Six shooter Records en toeren ze over de hele wereld. Ook delen ze vaak het podium met Sarah McLachlan bij wie ze beiden eerder ook in de begeleidingsband hebben gespeeld.

## Discografie
- Whitehorse - 30 Augustus 2011
- The fate of the world depends on this kiss - 28 Augustus 2012